# 许向群
许向群（1963年—），男，安徽肥东人，中国美术家协会理事，浙江师范大学硕士生导师。

## 生平
毕业于安徽师范大学艺术学院美术系获硕士学位，现为解放军新闻传播中心出版社编审、浙江师范大学美术学院艺术硕士导师。作品曾参加第八届、第十届、第十二届全国美术作品展。2008年被评为“全军文化工作先进个人”，2017年作品《看齐》被中国美术馆收藏。

## 获奖
- 2007年，论文《永远的长征》获第六届中国文联文艺评论奖一等奖[2]
- 2010年，论文《岁月壮歌》获第七届中国文联文艺评论奖三等奖[3]
- 2014年，文集《军旅画谈》获第九届中国文联文艺评论奖二等奖[4]